# Rožič Vrh
Rožič Vrh (v starejših virih Rožičev verh, nemško Roschitschwerch) je gručasto naselje v zahodnem delu Bele krajine v Občini Črnomelj. Naselje spada v Jugovzhodno statistično regijo. Nahaja se na vzhodnem pobočju Kočevskega roga, približno kilometer severno od ceste Črnomelj–Stražnji Vrh. Na jugu meji na Stražnji Vrh, na JZ na Tušev Dol, na SZ pa na Naklo.
Naselje se v pisnih virih prvič omenja leta 1441 kot Horenpogen (in spet v letih 1463, 1464 in 1467), 1464 kot Harenpogen, nato pa še kot Harmpogen (1490).:1236 V naselju se nahaja kapelica sv. Roka v spomin na kolero iz leta 1855. V okvir naselja Rožič Vrh spada tudi opuščeno kočevarsko naselje Gradec. Približno 2,5 km zahodno proti Gradcu se v gozdu nahaja Grobišče Rožič Vrh, množično grobišče iz obdobja po drugi svetovni vojni.
V okolici vasi so vinogradi.